# グアンチェ語
グアンチェ語（グアンチェご、 スペイン語: Lenguas Guanches）とは、カナリア諸島の先住民であるグアンチェ人が16-17世紀まで話していた言語で、現在死語である。
グアンチェ語はヨーロッパの航海者により14世紀以降にわずかな記録が残され、その他には地名と現在のスペイン語方言に残ったごくわずかな単語しか知られていない。そのため詳しくはわからないが、数詞などがベルベル語に類似することから、ベルベル語と同系統であろうとされている。カナリア諸島にはベルベル文字（スペイン語: Libyco-Berber）やフェニキア文字による碑文が残されているが、グアンチェ人は文字を用いなかったとされている。
カナリア諸島ではシルボ（Silbo）という口笛による会話が行われ、普通に話が通じないほど遠くの人との会話に使われてきた。これは現在はスペイン語に基づいているが、元来はグアンチェ語によるものであった。